# Garry Birtles
Garry Birtles (Nottingham, 27 luglio 1956) è un allenatore di calcio ed ex calciatore inglese, di ruolo attaccante.

## Carriera

### Club

#### Nottingham Forest
Birtles venne ingaggiato dal Nottingham Forest per un totale di £ 2.000 nell'estate del 1976. Fece il proprio debutto con i Reds nel marzo 1977 in una gara contro l'Hull City, finendo poi per non scendere in campo per tutto il resto dell'anno. Tornò a disputare una gara ufficiale con la maglia del Forest nel settembre del 1978, anche in occasione della partenza di Peter Withe che lasciò un ruolo scoperto all'interno dell'undici titolare. Mise a segno la sua prima rete con il club in una gara valida per il primo turno di Coppa dei Campioni 1978-1979 contro i campioni in carica del Liverpool. Birtles concluse quell'annata vincendo la Coppa di Lega e la Coppa dei Campioni contro gli svedesi del Malmö.
L'annata successiva riuscì nuovamente a vincere la Coppa dei Campioni, servendo l'assist fondamentale per l'unica rete della gara segnata da John Robertson in finale contro l'Amburgo. Birtles concluse quella stagione mettendo a segno 12 reti in campionato.

#### Manchester United
Nel 1980 venne acquistato dal Manchester United per una somma di 1,25 milioni di sterline. Il 22 ottobre dello stesso anno ebbe l'occasione di debuttare con la maglia dei Red Devils in una gara contro lo Stoke City. Concluse l'annata 1980-1981 totalizzando 28 presenze tra campionato e coppa, mentre l'annata successiva riuscì a mettere a segno 11 reti in 36 presenze ufficiali. Disputò la sua ultima gara con lo United proprio contro lo Stoke City, prima di essere totalmente estromesso dai progetti della squadra all'inizio dell'annata 1982-1983.

#### Ritorno al Nottingham Forest
Nel settembre del 1982 venne ufficializzato il suo ritorno al Nottingham Forest. Durante la sua seconda esperienza al Forest riuscì a riaffermarsi come marcatore competente, riuscendo a concludere la sua prima annata con 11 reti in 30 presenze, mentre in quella successiva riuscì a timbrare per ben 16 volte in campionato. Nella stagione 1986-1987, con le sue 14 reti in campionato, riuscì a piazzarsi in testa alla classifica dei capocannonieri. Tuttavia, nell'estate del 1987, il giocatore decise di non rinnovare il contratto e di svincolarsi dal club.

#### Ultimi anni
Dopo aver lasciato definitivamente il Nottingham Forest, si accordò con i rivali del Notts County per sottoscrivere un contratto di 18 mesi. Birtles finì per totalizzare 33 presenze in campionato mettendo a segno 9 reti prima di trasferirsi al Grimsby Town nel 1989. Terminò la propria carriera agonistica nel 1992 all'età di 35 anni.

### Nazionale
Durante gli ultimi mesi della sua prima esperienza al Nottingham Forest, venne convocato per la prima volta dalla Nazionale inglese. La sua prima presenza risale 13 maggio 1980 in un'amichevole vinta dagli inglesi per 3-1 contro l'Argentina, mentre la sua ultima apparizione risale al 15 ottobre dello stesso anno, in una gara persa per 2-1 contro la Romania valida per le qualificazioni alla Coppa del Mondo 1982.

## Palmarès

### Giocatore

#### Club

##### Competizioni nazionali
- Coppa di Lega inglese: 1

Nottingham Forest: 1978-1979

##### Competizioni internazionali
- Coppa dei Campioni: 2

Nottingham Forest: 1978-1979, 1979-1980
- Supercoppa UEFA: 1

Nottingham Forest: 1979

#### Individuali
- Trofeo Bravo: 1979